# Ramon Vidal i Pietx
Ramon Vidal i Pietx (Vic, província de Barcelona, 21 d'octubre de 1912 - Centelles, 2003) fou un eclesiàstic, músic, escriptor i poeta català.
Ingressà al Seminari Diocesà de Vic, amb deu anys fins als divuit anys en què fou expulsat per haver assistit a la manifestació que, a Vic, celebrava la caiguda de la monarquia i la proclamació de la II República. Es matriculà a l'Escola Normal de la Generalitat de Catalunya en iniciar aquesta les seves activitats. Fou deixeble d'Artur Martorell i Bisbal i Salvador Maluquer i Nicolau. El curs de 1934 -1935 obtenia el títol de mestre de primer ensenyament. Va ser un actiu militant de Federació de Joves Cristians de Catalunya.
Durant la Guerra Civil va ser mestre en una escola del CENU a Vic. Fou enviat el front i va ser fet presoner pels franquistes i empresonat. De retorn a Vic ingressà denou al seminari. Fou ordenat sacerdot el 1943. Guanyà les oposicions i fou nomenat mestre de Taradell. Després de diverses destinacions, el 1970 fou mestre de Centelles. On va exercir fins a la seva jubilació l'any 1984. Portant endavant les seves dues vocacions: de sacerdot i de mestre. La jubilació li permeté dedicar-se plenament a la direcció de cors i orfeons. Entre d'altres agrupacions corals dirigí l'Orfeó Vigatà. També va ser un notable excursionista. Alguns dels testimonis d'excussions seves són recollits al volum "Muntanya perdurable" de les seves Memòries.
Ramon Vidal compta amb una producció literària formada per poesia, contes, teatre i novel·la.

## Obra
- Missa Novella (poesia), 1947.
- Nadal a les altes Valls del Ges (narració), 1974.
- La Muntanya perdurable (poesia), 1980.
- De l'esbarzer que no es consum mai (narrativa), 1980.
- Refugi vell d’Ull de Ter (narrativa), 1982.
- Memòries d’un vell infant incorregible - 11 volums - (narrativa), 1983-2000.
- Matines de Nadal (poesia), 1985.
- Nadal a Sant Francesc s’hi Moria (poesia), 1986.
- Marines de la Mare de Déu dels cims (poesia), 1988.
- Mestre! (narrativa), 1990.
- Poemes d’hospital (poesia), 1990.
- El vergeret de la morta (narrativa), 1991.
- Jesús de Natzaret el Crist (poesia), 1993.
- Recull de contalles ingènues (narrativa), 1993.
- D'una escalada interior (poesia) 2003.